# Comuna Krîciîlsk, Sarnî
Krîciîlsk (în ucraineană Кричильськ) este o comună în raionul Sarnî, regiunea Rivne, Ucraina, formată din satele Krîciîlsk (reședința), Poleana, Uberej și Uhlî.

## Demografie
Componența lingvistică a comunei Krîciîlsk
     Ucraineană (98,96%)
     Alte limbi (0,91%)
Conform recensământului din 2001, majoritatea populației comunei Krîciîlsk era vorbitoare de ucraineană (98,96%), existând în minoritate și vorbitori de alte limbi.